# Gravity without Airs
Gravity without Airs ist ein Jazzalbum von Kirk Knuffke mit dem Pianisten Matthew Shipp und dem Kontrabassisten Michael Bisio. Die im März 2021 in den Park West Studios in Brooklyn entstandenen Aufnahmen erschienen am 1. Juli 2022 auf dem Label TAO Forms in einer limitierten Auflage als Doppel-Compact Disc bzw. als Download auf der Plattform Bandcamp.

## Hintergrund
Auf diesem Album findet man Kirk Knuffke in der seltenen Trio-Besetzung von Kornett, Piano und Kontrabass. Seine Partner sind Matthew Shipp und Michael Bisio. Mit letzterem und Fred Lonberg-Holm hatte Knuffke 2021 das gemeinsame Album The Art Spirit vorgelegt; mit Matthew Shipp hatte der Kornettist zuvor noch nicht aufgenommen. Obwohl Knuffke mit jedem von ihnen mehrfach zusammengearbeitet hat, kommen die drei Musiker zum ersten Mal als Trio zusammen und entwickeln einen frei improvisierten Weg. Fast die Hälfte der Kompositionen stammt von Knuffke, der sie am Tag der Session den Partnern vorstellte, um maximale Spontaneität zu fördern.
Über seinen künstlerischen Leitimpuls sagt Kirk Knuffke: „Mir geht es darum, schöne Musik zu machen. Schönheit steht immer an erster Stelle, wenn auch nicht auf eine kostbare Weise. Es kann auch grob sein.“  Zum Albumtitel erklärte Knuffke: „Ich habe die Selbstbetrachtungen von Mark Aurel gelesen, während ich mich auf diese Aufnahme vorbereitete. Er benutzte die Formulierung „Tiefe ohne vornehmes Gebaren“, und das blieb bei mir hängen.“

## Titelliste
- Kirk Knuffke: Gravity without Airs (TAO Forms [TAO 10])[3]

1. Gravity Without Airs 11:37
2. Stars Go Up 5:38
3. Between Today and May 4:28
4. The Sun Is Always Shining (Kirk Knuffke, Michael Bisio) 6:43
5. Birds of Passage (Kirk Knuffke, Michael Bisio) 8:44
6. Time Is Another River (Kirk Knuffke, Michael Bisio) 6:12
7. Paint Pale Silver 2:52
8. The Water Will Win 4:21
9. June Stretched (Kirk Knuffke, Michael Bisio) 9:55
10. Blinds 6:08
11. Piece of Sky (Kirk Knuffke, Michael Bisio) 6:22
12. Shadows to Dance (Kirk Knuffke, Michael Bisio) 5:59
13. Heal the Roses (Kirk Knuffke, Michael Bisio) 7:17
14. Today for Today 4:00

Wenn nicht anders vermerkt, stammen die Kompositionen von Kirk Knuffke.

## Rezeption

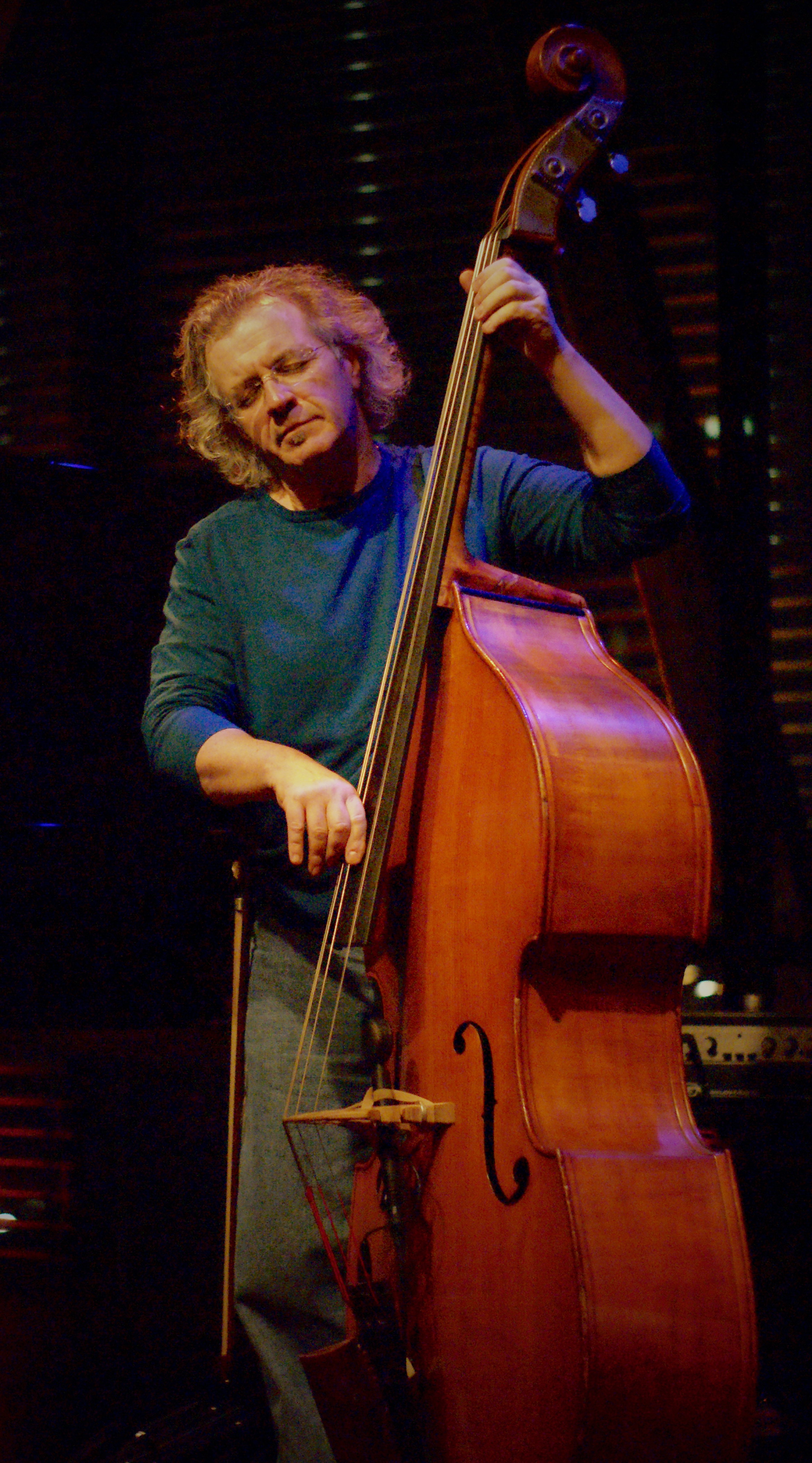
Michael Bisio mit dem Matthew Shipp New Trio im Bimhuis (2011)

Nach Ansicht von Angelo Leonardi, der das Album in der italienischen Ausgabe von All About Jazz rezensierte, sei Kirk Knuffke, Schüler von Butch Morris, einer der kreativsten Namen der zeitgenössischen Jazzszene. 2021 habe er, als Mitglied von James Brandon Lewis’ Red Lily Quintet mit dem [von der Kritik] gefeierten Album Jesup Wagon seinen künstlerischen Höhepunkt erlebt. Die organische Anomalie mit dem Fehlen des Schlagzeugs auf Gravity without Airs bringe einige Darbietungen näher an die Feinheiten einer abstrakten Kammermusik, mit Pfaden lyrischer Leichtigkeit. Während die eher langsamen Melodien auf langen Tönen in schwebenden Situationen aufgebaut sind, würden sich die dynamisch artikulierteren in einem kontinuierlichen Wechselspiel von Beziehungen entwickeln: Momente klarer Gelassenheit wechseln sich mit straffen ab, die individuelle Virtuosität und Inspiration freisetzen, ohne das Gesamtgefühl für die Form zu verlieren.
Nate Chinen schrieb in Take Five bei WBGO, Kirk Knuffke habe sich unerschütterlich der Offenbarung verschrieben. Das sei für ihn eine Kernaussage in jeder Umgebung, egal ob die eher „traditionell“ oder „experimentell“ seien (Genre-Qualifikationen, an deren Analyse er, wie man vermuten kann, wenig Interesse hat). Gravity Without Airs veranschauliche dies mit zwei bekannten Klangzauberern. In „Stars Go Up“ zeige er dies mit dem intuitiven Wechsel von einer Stroboskop-artigen Wiederholung zu einem zarten Rubato, wobei jeder Musiker ebenso konzentriert zuhört wie er spielt. Knuffke gebe den Ton an und gehe mit gutem Beispiel voran, aber er wisse, dass er auf Gravity without Airs zwei Partner habe, die bereits in diesem Bereich lebten.
Peter Margasak schrieb in The Quietus, Kornettist Kirk Knuffke habe seit langem eine unerschrockene Hingabe an den Jazz und seine reiche Geschichte offenbart, sei es als Frontmann einer Band mit dem Cool-Jazz-Tenorsaxophonisten Ted Brown, bei der Aufnahme eines Programms mit Don-Cherry-Melodien oder beim Schmieden des ironischen, aber gefühlvollen zeitgenössischen Post-Bop in Matt Wilsons Quartett. Gleichzeitig sei er ein furchtloser Improvisator, der sich gerne in weit offene Kontexte hineinversetze. In diese Stücke bringe er die lyrischen Instinkte seiner Mitstreiter überall zum Vorschein, sei es bei turbulenten Klageliedern oder spritzigem Post-Bop. Das heiße aber nicht, dass er auf Nummer sicher gehe. Nichts hatbe den Rezensenten härter getroffen als die zarte Ballade „Paint Pale Silver“, deren wunderschöne lyrische Qualität aus von Shipp und Bisio geformten Änderungen aufgebaut sei, während Knuffke eine zarte Reihe langer Töne durch die Form spiele. Dieses Album sei voll von solch bescheidenen, aber umwerfend effektiven Gesten.